# Les Moitiers-d'Allonne
Pour les articles homonymes, voir Allonne.
Les Moitiers-d'Allonne sont une commune française, située dans le département de la Manche en région Normandie, peuplée de 730 habitants.

## Géographie

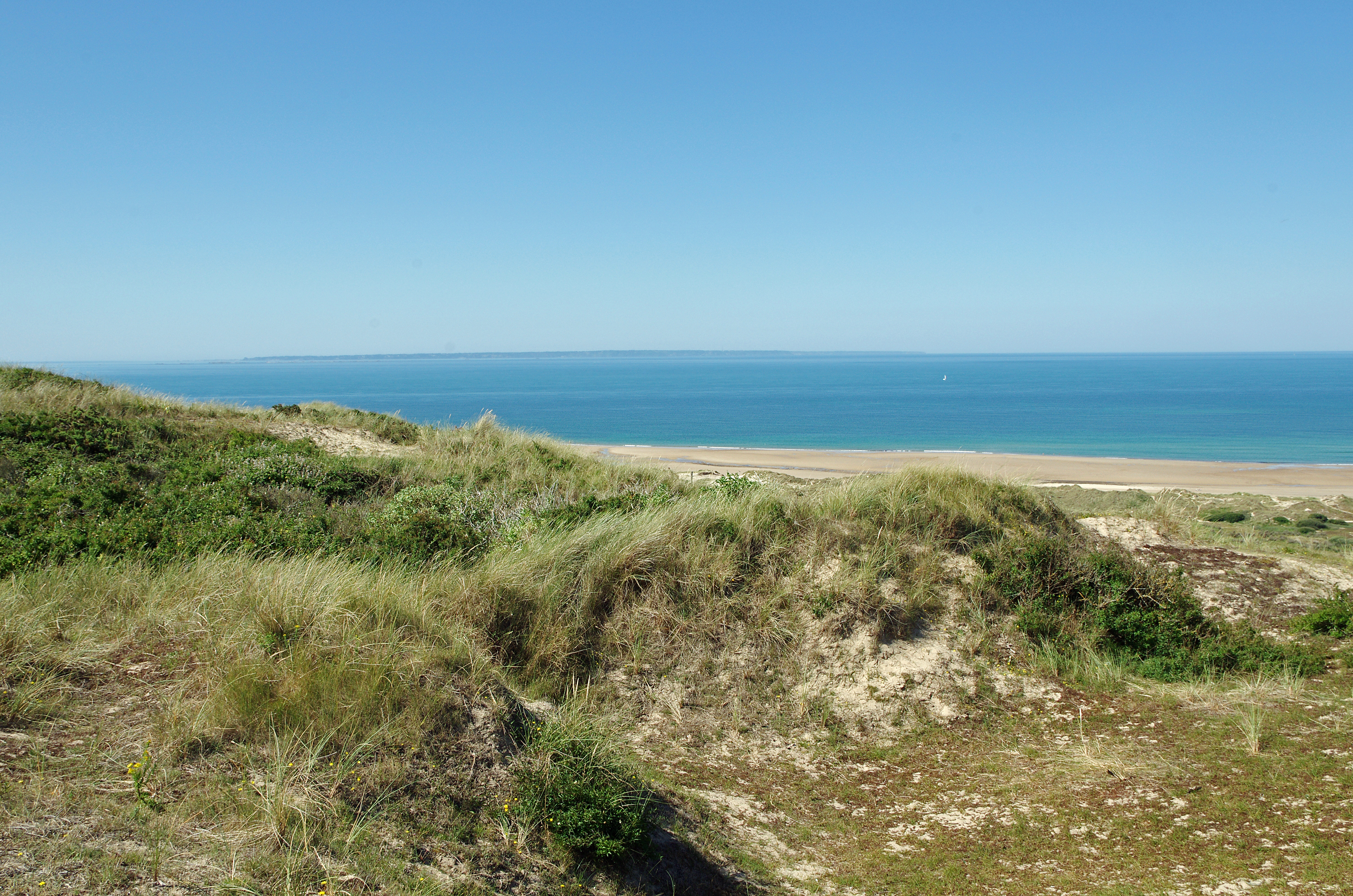
Entre les caps de Carteret et celui du Rozel, s'étale, sur 400 hectares, le puissant massif dunaire d'Hatainville qui s'élève à 86 mètres et recouvre d'anciennes falaises vieilles de plus de 70000 ans. À l'horizon, on aperçoit l'île de Jersey.

Cette commune littorale est à l'ouest de la péninsule du Cotentin. Elle se compose de deux bourgs principaux : Moitiers d'Allonne et Hatainville. Le bourg des Moitiers est à 3,5 km au nord-ouest de Barneville-Carteret, à 14 km au sud des Pieux et à 16 km au sud-ouest de Bricquebec.
Les Moitiers d'Allonne est traversé par quelques cours d'eau : le Veillègue, ruisseau des Doults, ruisseau du Doue.
Il y a plusieurs écarts : le Grand Breuil, le Petit Breuil, Hameau Néel, Hameau Surcouf, le Bosquet, Hameau Daumaille, Hameau Lepetit, Romont, Hameau Mauger, Hameau Buret, Thoville, la Roquette, le Méaudenaville de Bas, le Méaudenaville de Haut, la Fontaine Martin, la Fafinerie, Bavent, les Mares aux Vanneaux.
La côte présente un paysage varié : les Défens, la Mielle du Nord, les Roques, les Ronds Duval, la Découverte, le Trouet. Au sud de son littoral existe une petite zone naturelle. L'intérieur des terres est composé de landes et champs : les Bavents, le Caillou, les Trois Moulins, la Lande du Bosquet, la Chibart, le Catelet, les Liches, Roussard.
| Baubigny, Mer de la Manche | Baubigny, Sénoville    | Sénoville, Sortosville-en-Beaumont       |
| Mer de la Manche           | des Moitiers-d'Allonne | Sortosville-en-Beaumont, La Haye-d'Ectot |
| Mer de la Manche           | Barneville-Carteret    | La Haye-d'Ectot                          |

### Hydrographie
La commune est située dans le bassin Seine-Normandie. Elle est drainée par le Veillègue, le cours d'eau 01 de Roussard, le cours d'eau 01 du Pont Padet, le cours d'eau 02 de la commune des Moitiers-D'Allonne, le ruisseau des Douits, le ruisseau du Doue et un autre petit cours d'eau,.

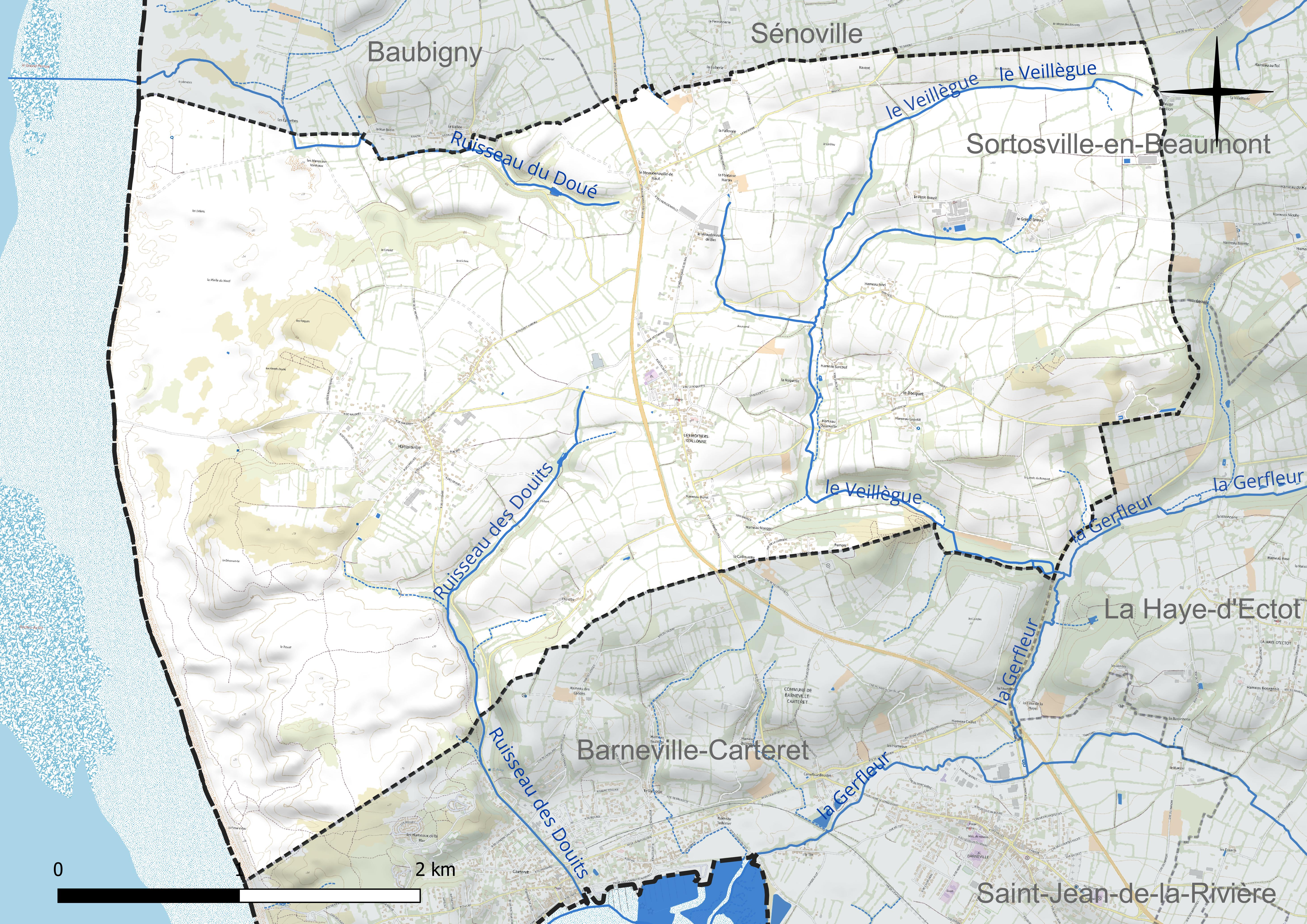
Réseau hydrographique des Moitiers-d'Allonne.

### Climat
Pour des articles plus généraux, voir Climat de la Normandie et Climat de la Manche.
En 2010, le climat de la commune est de type climat océanique franc, selon une étude du CNRS s'appuyant sur une série de données couvrant la période 1971-2000. En 2020, Météo-France publie une typologie des climats de la France métropolitaine dans laquelle la commune est exposée à un climat océanique et est dans la région climatique  Normandie (Cotentin, Orne), caractérisée par une pluviométrie relativement élevée (850 mm/a) et un été frais (15,5 °C) et venté. Parallèlement le GIEC normand, un groupe régional d’experts sur le climat, différencie quant à lui, dans une étude de 2020, trois grands types de climats pour la région Normandie, nuancés à une échelle plus fine par les facteurs géographiques locaux. La commune est, selon ce zonage, exposée à un « climat maritime », correspondant au Cotentin et à l'ouest du département de la Manche, frais, humide et pluvieux, où les contrastes pluviométrique et thermique sont parfois très prononcés en quelques kilomètres quand le relief est marqué.
Pour la période 1971-2000, la température annuelle moyenne est de 11 °C, avec une amplitude thermique annuelle de 10,8 °C. Le cumul annuel moyen de précipitations est de 962 mm, avec 14,1 jours de précipitations en janvier et 7,9 jours en juillet. Pour la période 1991-2020, la température moyenne annuelle observée sur la station météorologique la plus proche, située sur la commune de La Hague à 29 km à vol d'oiseau, est de 13,1 °C et le cumul annuel moyen de précipitations est de 480,0 mm. Pour l'avenir, les paramètres climatiques de la commune estimés pour 2050 selon différents scénarios d’émission de gaz à effet de serre sont consultables sur un site dédié publié par Météo-France en novembre 2022.

## Urbanisme

### Typologie
Au 1er janvier 2024, Les Moitiers-d'Allonne sont catégorisés commune rurale à habitat dispersé, selon la nouvelle grille communale de densité à sept niveaux définie par l'Insee en 2022.
Elle est située hors unité urbaine et hors attraction des villes,.
La commune, bordée par la Manche, est également une commune littorale au sens de la loi du 3 janvier 1986, dite loi littoral. Des dispositions spécifiques d’urbanisme s’y appliquent dès lors afin de préserver les espaces naturels, les sites, les paysages et l’équilibre écologique du littoral, tel le principe d'inconstructibilité, en dehors des espaces urbanisés, sur la bande littorale des 100 mètres, ou plus si le plan local d'urbanisme le prévoit.

### Occupation des sols
L'occupation des sols de la commune, telle qu'elle ressort de la base de données européenne d’occupation biophysique des sols Corine Land Cover (CLC), est marquée par l'importance des territoires agricoles (70,8 % en 2018), en augmentation par rapport à 1990 (67,7 %). La répartition détaillée en 2018 est la suivante : zones agricoles hétérogènes (33,6 %), milieux à végétation arbustive et/ou herbacée (23,1 %), prairies (22,4 %), terres arables (14,8 %), zones urbanisées (4,1 %), espaces ouverts, sans ou avec peu de végétation (1,8 %), forêts (0,3 %). L'évolution de l’occupation des sols de la commune et de ses infrastructures peut être observée sur les différentes représentations cartographiques du territoire : la carte de Cassini (XVIIIe siècle), la carte d'état-major (1820-1866) et les cartes ou photos aériennes de l'IGN pour la période actuelle (1950 à aujourd'hui).

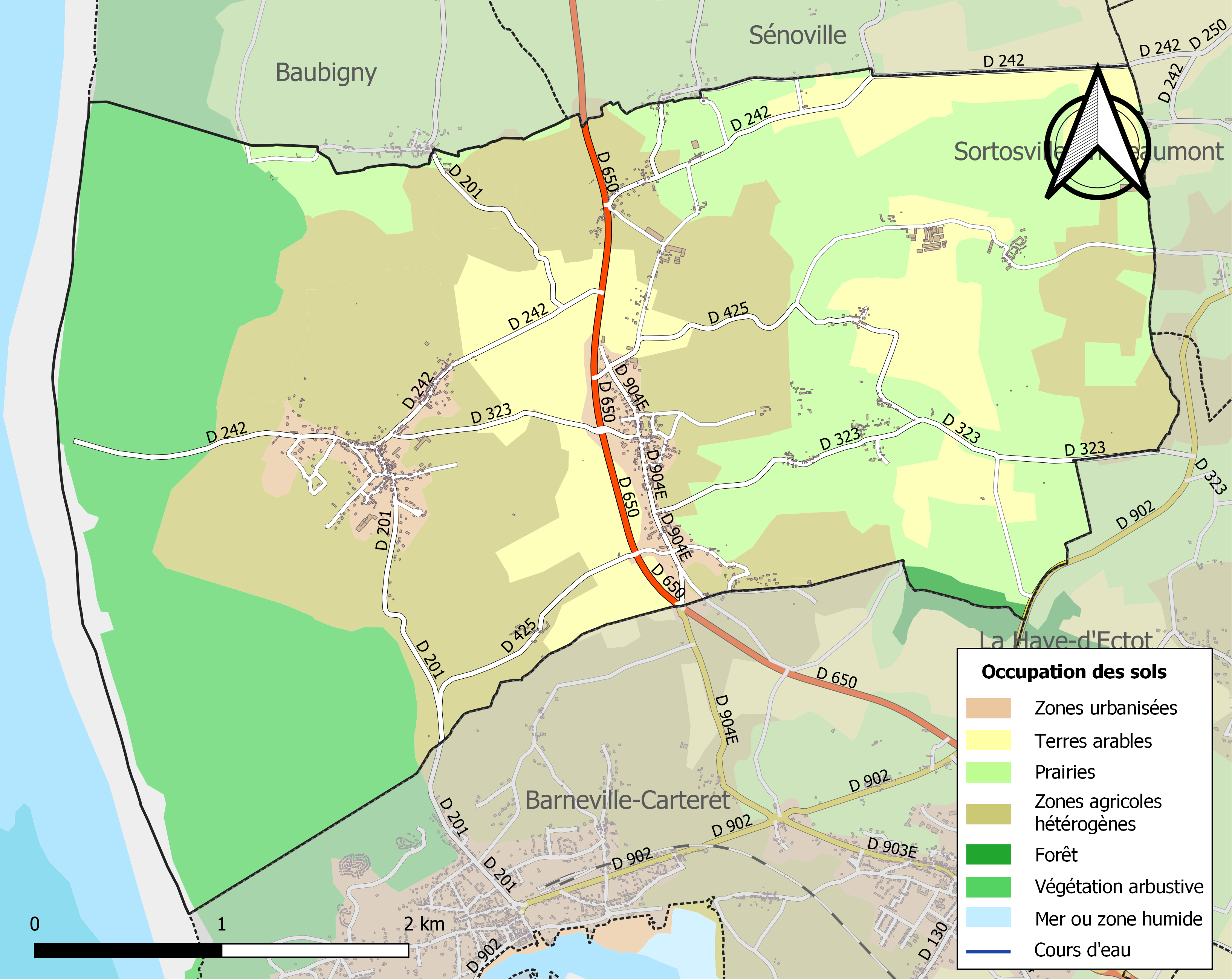
Carte des infrastructures et de l'occupation des sols de la commune en 2018 (CLC).

## Toponymie
Le nom de la localité est attesté sous les formes Sancta Maria de Alona au XIIe siècle (abbaye du Vœu), Sancta Maria de Alongna en 1320 et 1325 (pouillé de Coutances), Notre-Dame d'Aloinne en 1332, Nostre-Dame des Moustiers d'Alonne en 1400, Notre-Dame d'Aloigne en 1720 puis Moitiers d'Allonne en 1783.
En toponymie, moitiers, plus communément moutiers, issu du latin monasterium, « monastère », désigne sous cette forme plurielle un duo d'églises. En Normandie, ce toponyme est présent dans Moutiers-au-Perche, Les Moutiers-en-Auge, Les Moutiers-en-Cinglais et Les Moutiers-Hubert. La forme moitiers, également présente dans Les Moitiers-en-Bauptois, est attestée en anglo-normand.
L'origine du toponyme Allonne est probablement gauloise et peut être un anthroponyme tel qu'Alaunus ou lié à l'adjectif alauna dont le radical al- évoquait la hauteur. Allonne est l'une des rares localités de la presqu'île du Cotentin qui ait conservé un nom de lieux gallo-romains.
Le gentilé est Moutrons.

### Microtoponymie
Le bourg Hatainville, d'origine scandinave, Hasstein-villa (« la ferme de Hasstein »). Le nom du hameau est attesté sous la forme Hasteigvilla vers 1175.
Le hameau Romont, d'origine germanique, contraction de Rodulf Mons (« la hauteur de Rodulf »).
Le hameau Bavent, d'origine germanique, propriété de Badvin.
Les hameaux Breuil, d'origine gauloise brogilo (bois clôturé) (cf. Breuil).
Le hameau Thoville, d'origine scandinave : Thori-villa (« la ferme de Thori »).
Les autres lieux-dits en (Hameau / Mare)-Y sont des constructions « récentes », ils désignaient le bien d'une famille Y.

## Histoire
Au XIIe siècle, la paroisse relevait de l'honneur de La Haye.
Allonne (Sancta Maria de Alona (XIIe siècle) ; Alauna), qui n'était à l'origine qu'un seul domaine, se scinda en deux paroisses :
- Saint-Pierre-d'Allonne, qui ressortissait du fief de Thoville. En 1190, Roger des Moustiers donna l'église Saint-Pierre à l'abbaye de Blanchelande[35] ;
- Notre-Dame-d'Allonne, qui ressortissait à trois fiefs, ceux du Breuil, de Quinetot (Barneville-Carteret) et de Sortosville[36]. Robert de Sortosville donna l'église Notre-Dame à l'abbaye de Blanchelande[35].

Ces deux dernières devinrent des communes à la Révolution. En 1818, Saint-Pierre-d'Allonne absorbe Notre-Dame-d'Allonne. La commune prend le nom de Les Moitiers-d'Allonne,.
Le fief du Breuil était la possession de la famille d'Anneville, qui possédait également une partie de la paroisse de Saint-Pierre-d'Arthéglise. En 1153, Jean d'Anneville, seigneur du Breuil, donna, avec Geoffroi de Sortosville, seigneur de Sortosville, le patronage de l'église de Saint-Pierre-d'Arthéglise à l'abbaye de Saint-Sauveur-le-Vicomte. Le fief du Breuil est mentionné dans plusieurs aveux : « assis aux Moitiés d'Alonnes, vicomté de Vallognes, il y a manoir à mote, chapelle (aveu de François de Threville [sic] en 1518) ». Un autre aveu de 1604 mentionne également une motte au fief du Breuil. Au manoir actuel du Breuil, on ne distingue plus aucune trace de motte.
Deux autres fiefs, en plus du Breuil, sont signalé sur la paroisse dans des aveux : « Fief du Bonnart, assis aux Moitiés-d'Alonnes, il y a manoir à motte, 1539. Le fieu du Ormé dont le clief et le manoir dicelui auquel il a mote assis en paroisse de Moistié-d'Alonne, 1400 »,.

## Héraldique
| Blason à dessiner | Blason  | D'azur à la cotice ondée d'argent accompagnée en chef de l'église du lieu adextrée d'un clocher et en pointe de trois moulins à vent rangés en bande, le tout d'or ouvert et maçonné de sable ; le tout enfermé dans une filière de gueules. |
| Blason à dessiner | Détails | Le statut officiel du blason reste à déterminer. |

## Politique et administration
| Période                                  | Période   | Identité          | Étiquette | Qualité                                                                     |
| ---------------------------------------- | --------- | ----------------- | --------- | --------------------------------------------------------------------------- |
| 1976                                     | 1989      | Albert Mabire     |           |                                                                             |
| 1989                                     | mars 2001 | Dieudonné Renaux  | DVG       | Enseignant, conseiller général du canton de Barneville-Carteret (1998-2015) |
| mars 2001                                | mars 2008 | Daniel Mabire     | SE        |                                                                             |
| mars 2008                                | mars 2014 | Alain Lechevalier | SE        | Professeur technique                                                        |
| mars 2014                                | En cours  | Michèle Sonilhac  | SE        | Retraitée                                                                   |
| Les données manquantes sont à compléter. |           |                   |           |                                                                             |

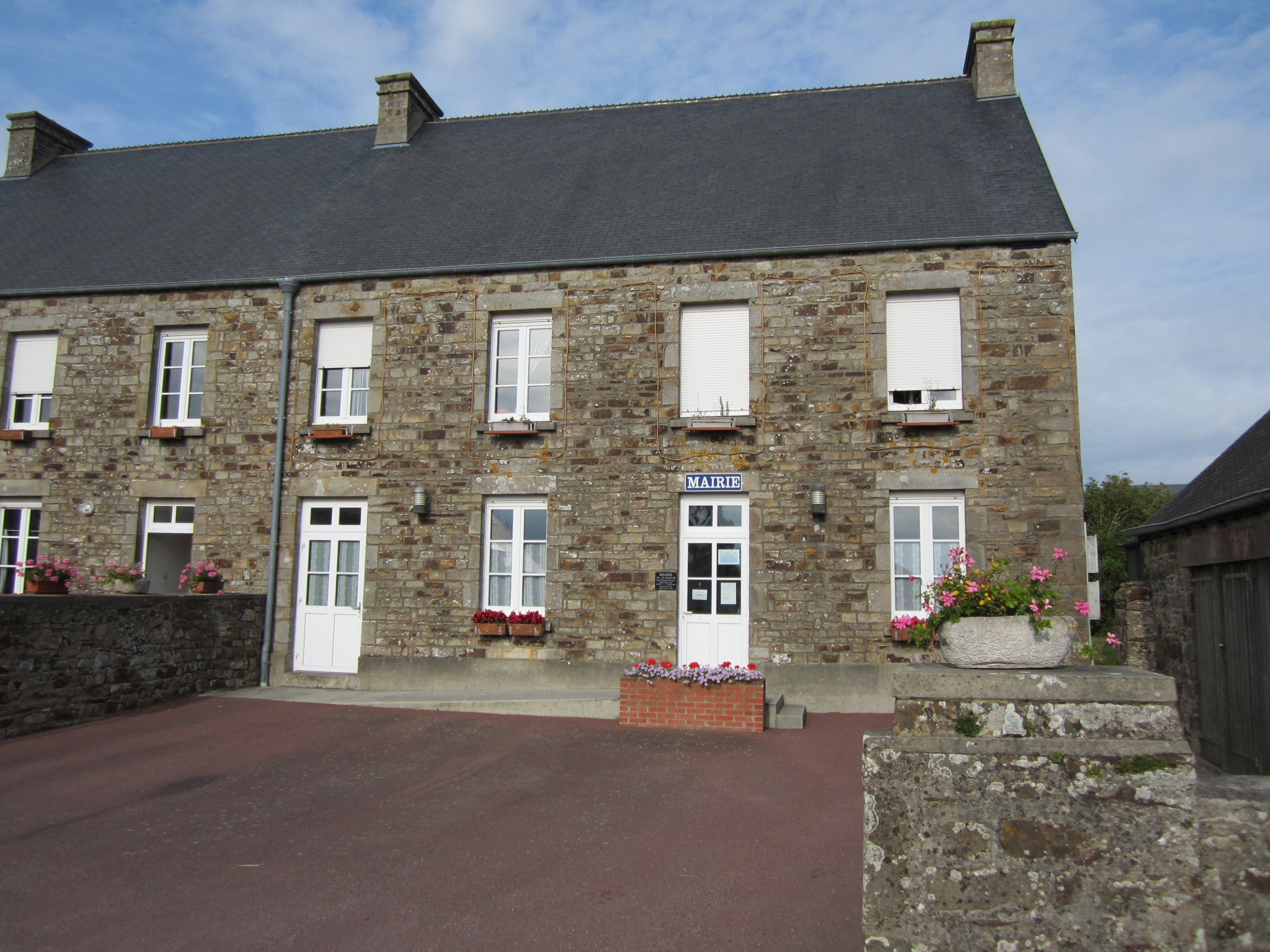
La mairie.

Le conseil municipal est composé de quinze membres dont le maire et quatre adjoints.

## Démographie
L'évolution du nombre d'habitants est connue à travers les recensements de la population effectués dans la commune depuis 1793. Pour les communes de moins de 10 000 habitants, une enquête de recensement portant sur toute la population est réalisée tous les cinq ans, les populations de référence des années intermédiaires étant quant à elles estimées par interpolation ou extrapolation. Pour la commune, le premier recensement exhaustif entrant dans le cadre du nouveau dispositif a été réalisé en 2008.
En 2022, la commune comptait 730 habitants, en évolution de +8,15 % par rapport à 2016 (Manche : −0,31 %, France hors Mayotte : +2,11 %).
Les Moitiers-d'Allonne ont compté jusqu'à 1 181 habitants en 1821. Bien qu'immédiatement postérieur à la fusion des communes de Saint-Pierre-d'Allonne et Notre-Dame-d'Allonne en 1818, ce recensement dépassait le total du recensement précédent de ces deux communes en 1806 (1 172 habitants).
| 1793 | 1800 | 1806 | 1821  | 1831  | 1836  | 1841  | 1846  | 1851  |
| ---- | ---- | ---- | ----- | ----- | ----- | ----- | ----- | ----- |
| 541  | 511  | 633  | 1 181 | 1 061 | 1 130 | 1 114 | 1 043 | 1 015 |

| 1856 | 1861 | 1866 | 1872 | 1876 | 1881 | 1886 | 1891 | 1896 |
| ---- | ---- | ---- | ---- | ---- | ---- | ---- | ---- | ---- |
| 962  | 994  | 981  | 891  | 881  | 896  | 933  | 924  | 907  |

| 1901 | 1906 | 1911 | 1921 | 1926 | 1931 | 1936 | 1946 | 1954 |
| ---- | ---- | ---- | ---- | ---- | ---- | ---- | ---- | ---- |
| 906  | 870  | 778  | 650  | 646  | 646  | 608  | 562  | 588  |

| 1962 | 1968 | 1975 | 1982 | 1990 | 1999 | 2006 | 2008 | 2013 |
| ---- | ---- | ---- | ---- | ---- | ---- | ---- | ---- | ---- |
| 607  | 515  | 504  | 538  | 597  | 613  | 660  | 674  | 671  |

| 2018 | 2022 | - | - | - | - | - | - | - |
| ---- | ---- | - | - | - | - | - | - | - |
| 704  | 730  | - | - | - | - | - | - | - |

| 1793 | 1800 | 1806 |
| ---- | ---- | ---- |
| 506  | 490  | 539  |

## Économie
- Carrière de grès à ciel ouvert, exploitée par la Secma.
- Gisement de baryte.

## Lieux et monuments

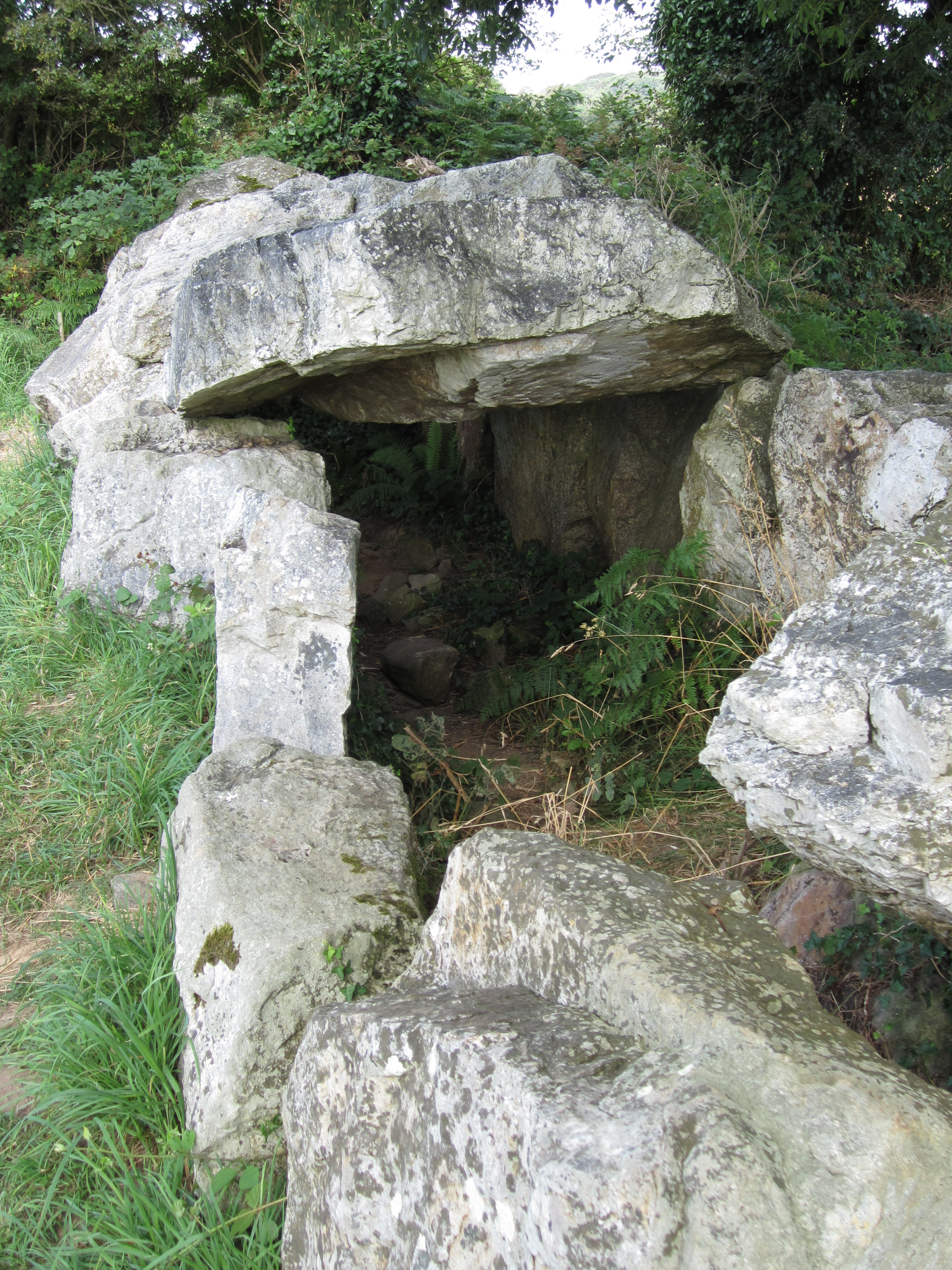
L'Autel des druides.

- Allée couverte dite Autel des Druides au Grand-Breuil classée au titre des monuments historiques par arrêté du 8 janvier 1906[49].
- Dunes d'Hatainville gérées par le Conservatoire du littoral. Elles sont considérées comme les plus hautes dunes appuyées sur une falaise fossile d'Europe[35].
- Église Notre-Dame des XVIe – XVIIIe siècles intacte, avec clocher du XIXe siècle. Elle abrite un haut-relief La Trinité du XVIe siècle classé au titre objet aux monuments historiques[50], une Vierge à l'Enfant du XVe, les statues de sainte Brigitte du XIVe, saint Éloi du XVe, une verrière du XXe de Charles Champigneules.
- Église Saint-Pierre des XIVe – XVIIIe siècles, détruite en 1921 et dont il ne subsiste que le clocher. Elle accueille de nos jours un columbarium[35].
- Trois croix de cimetière dont une en granit du XVIIe siècle.
- Chapelle Notre-Dame de Vauvert du XIIIe siècle.
- Manoir de Thoville des XVIe – XVIIIe siècles, avec sa chapelle et son colombier.
- Vestiges du manoir du Breuil des XIe, XVIe – XIXe siècles. Maison forte bâtie sur une motte partiellement arasée et modifiée.
- Ferme du Grand-Breuil du XVIe siècle, à l'emplacement de l'ancien château fort[30].
- Ancien blockhaus.
- Hameau pittoresque de Daumaille avec ses lavoirs et ses anciennes maisons.
- Masse de Romont où se situe la lande des Trois Moulins et son parcours santé.
- Table d'orientation.
- Trois tours d'anciens moulins à vent dont le moulin Mauger et le moulin de l'Épinette[51].
- Fontaine Saint-Martin.
- Croix de chemin dite de la Roquette, calvaire de la chasse Roussard (XVIIe siècle), croix du hameau Daumaille (XVIIe siècle), croix d'Hatainville (XVIIe siècle), croix Eudon (XVIIe siècle), croix du bourg (XVIIe siècle).

Pour mémoire
- Ancien corps de garde d'Hatainville[52].

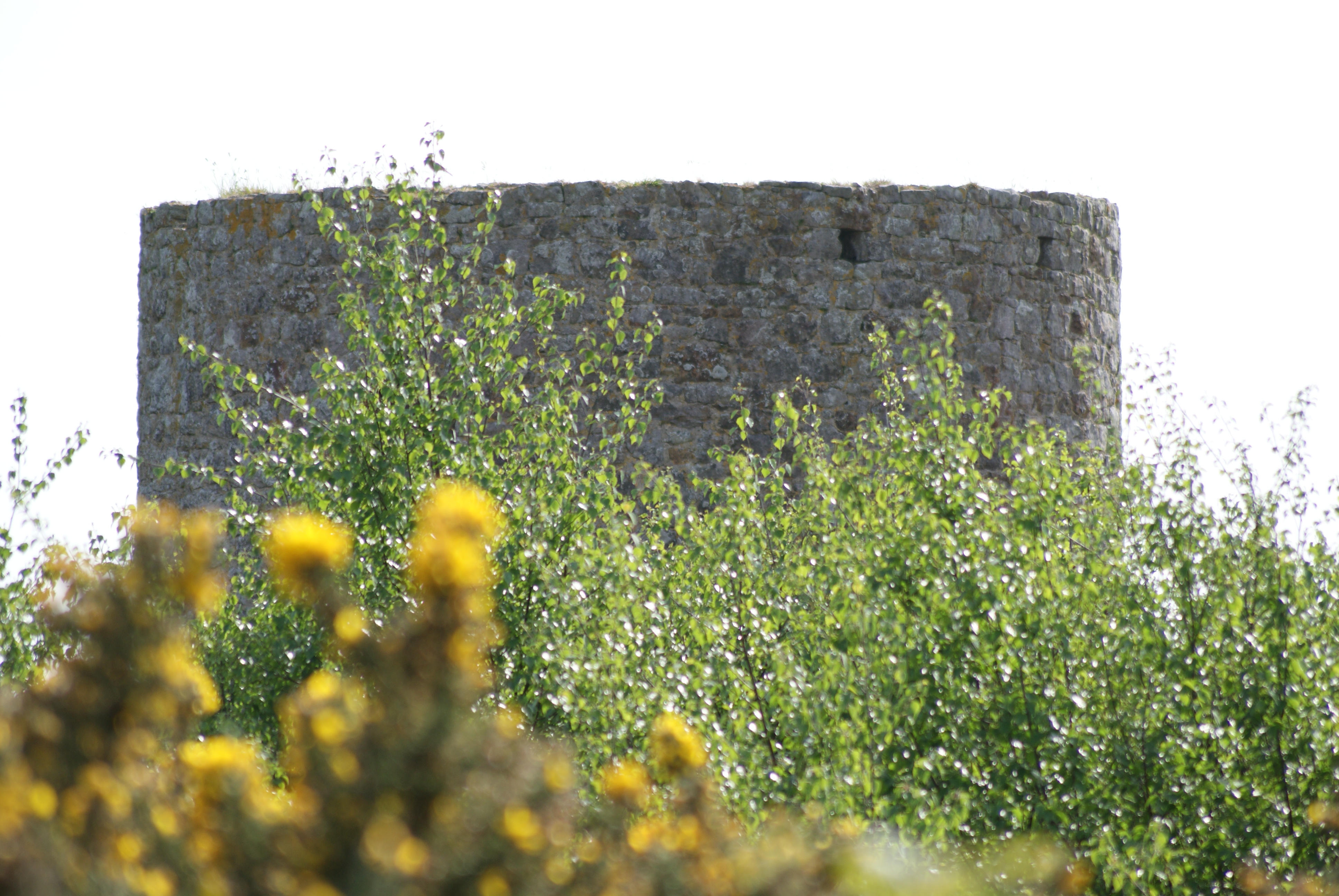
1er moulin.
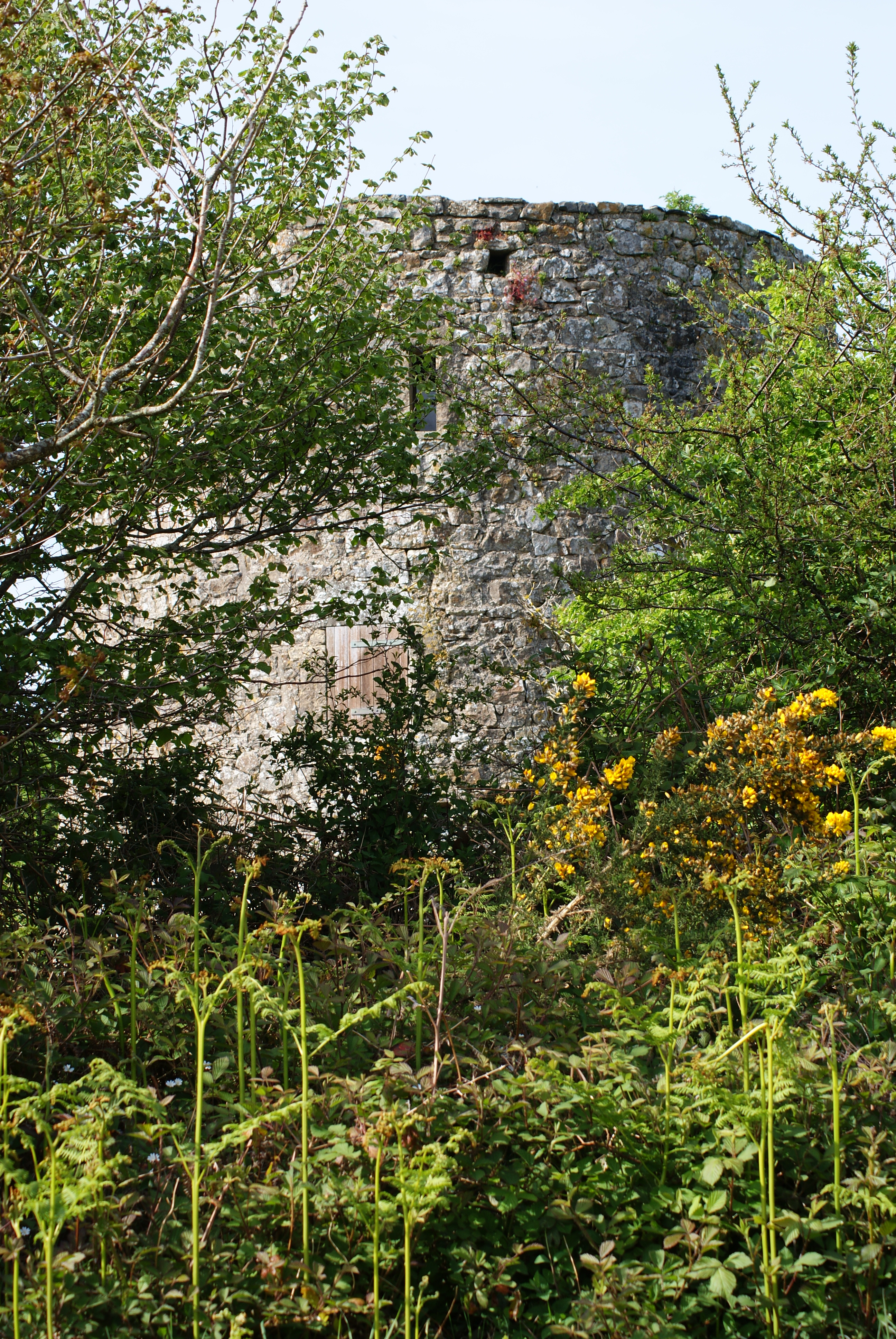
2e moulin.
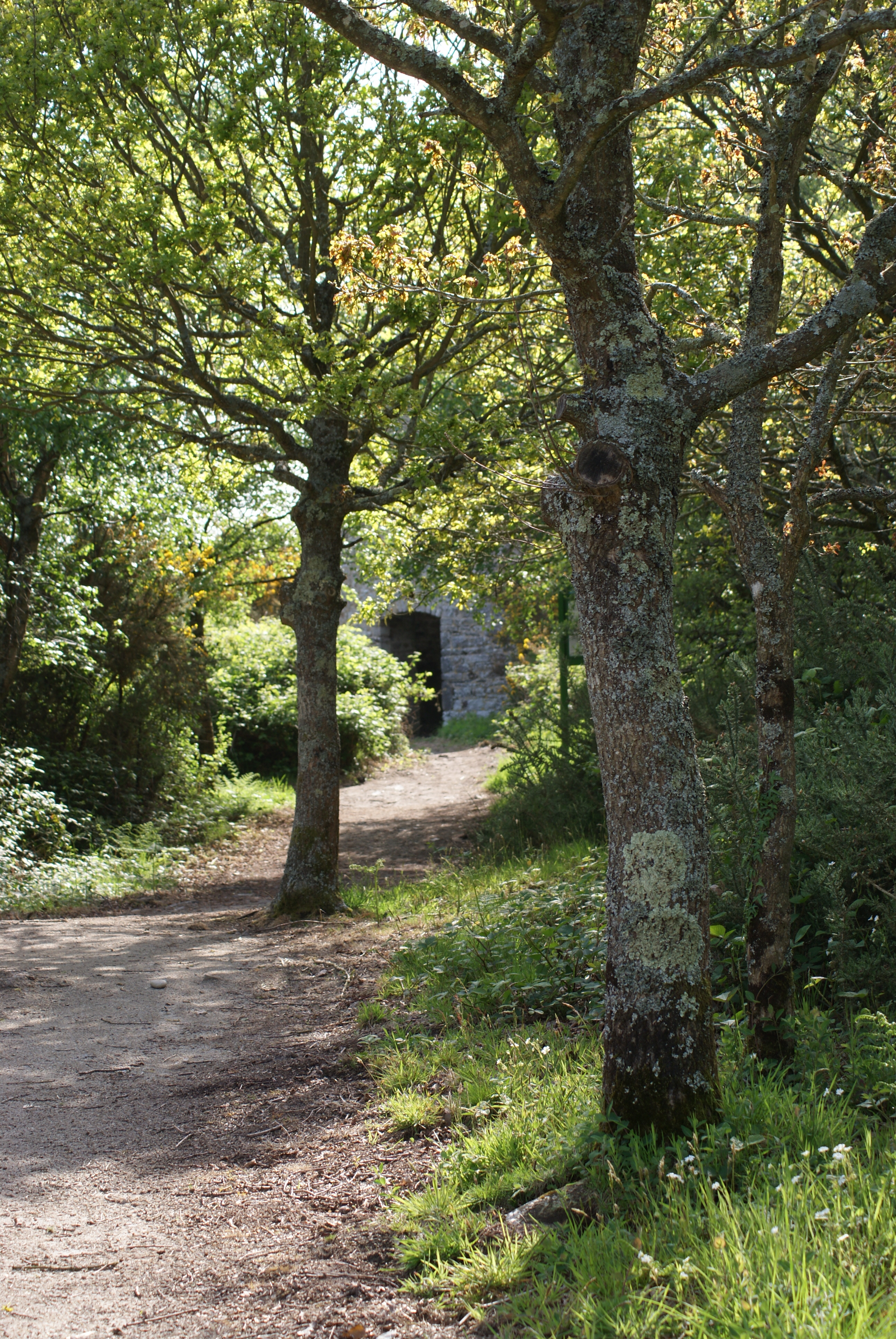
3e moulin.

## Personnalités liées à la commune
- François-Médard Racine (Notre-Dame-d'Allonne, 1774 - 1817), corsaire., qui donna son nom au plus petit port de France, Port Racine à Saint-Germain-des-Vaux[35].